# Final de la Liga de Campeones de la UEFA 2002-03
La final de la Liga de Campeones de la UEFA 2002-03 se disputó el día 28 de mayo de 2003 en el Old Trafford de Mánchester, Inglaterra. Fue la 48.ª edición de la final y fue disputada por dos clubes italianos, la Juventus FC y el AC Milan.
El encuentro finalizó en empate, con resultado de 0–0 tras el tiempo reglamentario y la prórroga, dilucidándose finalmente en tanda de penaltis, en la que la «squadra rossonera» se impuso por 3–2, logrando su sexto título continental.

## Trayectoria de los finalistas

### Juventus FC
Como campeón del Scudetto en la temporada 2001-02, la Vecchia Signora accede directamente a la UEFA Champions League de la temporada 2002-03.
En la primera fase de la liguilla queda encuadrado en el Grupo E, junto al Newcastle United inglés, el Dinamo Kiev y los holandeses del Feyenoord. La Juve domina su grupo, concediendo solo una derrota ante el Newcastle y exhibiéndose con un 5-0 ante los ucranianos.
En la segunda fase de la liguilla integra el Grupo D, junto al poderoso Manchester United, el Basilea suizo, y el Deportivo de La Coruña. El Manchester domina el grupo, pero la pelea por la segunda plaza es feroz y culmina en un triple empate entre los otros equipos restantes; la Juventus consigue clasificarse gracias a la diferencia de goles respecto a los demás.
El rival en octavos de final es el FC Barcelona. En la ida, disputada en Turín, la Juventus se adelanta en el minuto 16 con un gol de pillo de Paolo Montero, tras un rechace del portero azulgrana Roberto Bonano. A 10 minutos del final de partido, el Barcelona empata con un gol de Saviola tras jugada personal. En la vuelta en el Camp Nou, los bianconeros no consiguen anotar hasta el principio de la segunda mitad, cuando Pavel Nedvěd bate a Bonano tras una jugada personal. El conjunto catalán consigue empatar poco después gracias a Xavi Hernández, que bate a Buffon tras un rechace. Con un 2-2 en el global, el partido llega a la prórroga; a dos minutos para el final de esta, Zalayeta consigue el gol de oro tras un gran centro de Alessandro Birindelli.
En semifinales se enfrentan a otro conjunto español, el Real Madrid. En la ida, disputada en el Estadio Santiago Bernabéu, los merengues se adelantan con gol de Ronaldo Nazário, que bate a Buffon a pase de Zidane. La Juve empata en los últimos compases del primer tiempo gracias a David Trezeguet, que anota aprovechando un error colectivo de la defensa madridista. El Madrid anotará el 2-1 definitivo gracias a Roberto Carlos, que bate a Buffon de un tremendo disparo desde fuera del área; el gol fue protestado por los italianos pues había tres jugadores del Real Madrid en fuera de juego, pero el árbitro lo concedió, al estimar que no estorbaban la visión de Buffon. En la vuelta en Turín, los bianconeros se adelantan rápidamente con gol de Trezeguet. Alessandro Del Piero anota el 2-0 después de driblar a Fernando Hierro y a Michel Salgado. En el minuto 75, Nedvěd sentencia la eliminatoria en una noche mágica para la Juventus; el Real Madrid anotará el gol de la honra gracias a Zidane, estableciendo el 3-1 definitivo, y consiguiendo los juventinos el pase a la final.

### AC Milan
Debido a que finalizó cuarto en la temporada 2001-02 de la Serie A, el Milan tiene que acceder a la Champions League a través de la fase previa. En ella se enfrenta al Slovan Liberec checo; vence 1-0 en San Siro, pero pierde 2-1 en la República Checa, consiguiendo acceder gracias al valor doble de los goles en campo contrario.
En la primera fase de la liguilla integra el Grupo H, junto al Bayern de Múnich, el Deportivo de La Coruña, y el Lens francés. Los rossoneros terminan primeros de grupo, pese a la derrota sufrida en Milán ante el Deportivo.
En la segunda fase de la liguilla consiguen volver a finalizar líderes superando a Real Madrid, Borussia Dortmund y Lokomotiv de Moscú.
En cuartos de final se enfrentan al Ajax de Ámsterdam. En la ida, disputada en Ámsterdam, los rossoneros consiguen un favorable empate a 0-0. En la vuelta en San Siro, se adelantan en el minuto 30 con gol de Filippo Inzaghi tras un centro de Andriy Shevchenko. Los holandeses responden en la segunda mitad, con gol del veterano Jari Litmanen tras un pase de la muerte. Poco después se repite la jugada del primer gol de Milan, pero esta vez es Shevchenko el que anota tras un centro de Pippo Inzaghi. A 10 minutos para el final, Steven Pienaar aprovecha una indecisión de la defensa milanista para anotar el 2-2. Parecía que el Milan estaba fuera, pero en el tiempo de descuento, Tomasson empuja el balón a gol tras una vaselina de Inzaghi sobre el portero Bogdan Lobonţ.
En semifinales se produce una eliminatoria italiana contra el Inter de Milán. La ida termina, al igual que la de cuartos, con empate a 0-0. En la vuelta, con el Inter como local, los rossoneros se adelantan con gol de Shevchenko, el cual supera con fortuna a su defensor Iván Córdoba. Los neroazzurros consiguen el 1-1 gracias a Obafemi Martins, que anota aprovechando un despiste de los defensas Alessandro Costacurta y Paolo Maldini; sin embargo, el valor doble de los goles visitantes le otorgan el pase al Milan, que consigue su noveno pase a una final de la máxima competición europea.

## La final
Juventus y Milan se enfrentan en la primera final italiana de la historia de la UEFA Champions League, siendo la segunda vez en tres años que se enfrentan en una final equipos de un mismo país. Old Trafford acoge la final en la que se supone que es una fiesta para el fútbol italiano. Ambos conjuntos llegan a la final muy igualados, son dos equipos que se conocen muy bien, con dos técnicos experimentados y de contrastado palmarés: Marcello Lippi para los bianconeros, y Carlo Ancelotti para los rossoneros.
La Juventus forman con un 4-4-2 clásico; Gianluigi Buffon en portería; el croata Igor Tudor y Ciro Ferrara forman en el centro de la defensa; Lilian Thuram, el defensa más caro de la historia del fútbol hasta la fecha, ocupa la banda derecha, mientras que el uruguayo Paolo Montero ocupa la izquierda; Mauro Camoranesi y Gianluca Zambrotta actúan por las bandas; Alessio Tacchinardi y Edgar Davids el centro del campo; la pareja atacante es de un nivel máximo, con el capitán Alessandro Del Piero y David Trezeguet. La Juve no podría contar para ese partido con el Balón de Oro de 2003, Pavel Nedvěd, debido a una suspensión.
El Milan confía en un sistema 4-3-1-2; Dida está en portería; la defensa posee una gran veteranía, pero con nombres legendarios como Paolo Maldini, Alessandro Costacurta o Alessandro Nesta; en el centro del campo, la calidad de Andrea Pirlo entronca con la solidez y garra de Gennaro Gattuso; Rui Costa actúa de enganche con la delantera, donde se sitúan los dos atacantes de referencia del equipo: Andriy Shevchenko y Filippo Inzaghi.
El partido se convierte en un espectáculo táctico, donde ambos equipos no pretenden arriesgar en exceso. Si bien comienza con tensión cuando a Shevchenko se le anula un gol en el minuto 15 por fuera de juego de Rui Costa, que según la estimación del árbitro, entorpece la visión a Buffon. Se podría decir que fue la jugada más destacada del partido, pues en el resto imperó la buena disposición táctica de ambos equipos, sobre todo del Milan, que con su rocosa defensa conseguía impedir los avances bianconeros y aislar a Del Piero y Trezeguet. Rui Costa y Shevchenko sí que consiguieron intimidar a la zaga juventina. En el minuto 44 se produjo la ocasión más clara para la Juventus, cuando Nesta despeja un balón que a punto de estuvo de colarse en la portería de Dida.
Antes del descanso, Lippi dio entrada a Alessandro Birindelli por Tudor para conseguir un mejor rendimiento por las bandas, mientras que ya en la segunda mitad retiró a Davids, cuyo desempeño había sido pobre, para dar entrada a Marcelo Zalayeta y así tener más pólvora en la delantera, sin embargo, este intento resultaría infructuoso.
El Milan, por su parte, reservó sus cambios para la segunda parte, cuando Roque Júnior entró en lugar del veterano Costacurta, sin embargo, se lesionó poco antes de finalizar el tiempo reglamentario, no pudiendo ser sustituido debido a que ya no les quedaban más cambios a los milanistas. Ancelotti dio también entrada a Massimo Ambrosini en lugar de Pirlo para conseguir más solidez en el centro del campo, y a Serginho por Rui Costa.
Los últimos 30 minutos y la prórroga fueron anodinos, y los dos equipos parecían querer que llegase la tanda de penaltis cuanto antes.
En la tanda la Juventus es la primera en lanzar; Trezeguet dispara el primero, pero su lanzamiento es atajado por Dida. Serginho sí que no perdona y ejecuta un gran lanzamiento que engaña a Buffon. Birindelli devuelve la igualdad momentánea al marcador con un gran tiro. A partir de entonces se sucede un carrusel de fallos; Seedorf es el primero que erra al ser atajado su disparo por Buffon; Zalayeta desperdicia su oportunidad de poner en ventaja a los turineses; Kaladze tampoco puede superar a Buffon, que consigue despejar su tiro centrado; Montero ejecuta un lanzamiento similar a Kaladze que Dida bloca. Nesta será quien rompa la racha, batiendo a Buffon con solvencia. El capitán e icono de la Juventus, Del Piero, no puede fallar, y no lo hace ante Dida. Shevchenko es el siguiente y, en el caso de anotar, proclamaría campeón al Milan; el ucraniano bate con tranquilidad a Buffon con un lanzamiento ajustado al palo.
Paolo Maldini levantó la sexta Copa de Europa para el Milan, en una final que fue muy criticada por su falta de juego. El diario deportivo Marca calificó a la final como «soporífera» y tituló su portada de la final con un «Tostoneri».

## Final
| 1     | POR   | Gianluigi Buffon     |     |
| 21    | DEF   | Lilian Thuram        |     |
| 2     | DEF   | Ciro Ferrara         |     |
| 5     | DEF   | Igor Tudor           | 42' |
| 4     | DEF   | Paolo Montero        |     |
| 16    | MED   | Mauro Camoranesi     | 46' |
| 3     | MED   | Alessio Tacchinardi  |     |
| 26    | MED   | Edgar Davids         | 65' |
| 19    | MED   | Gianluca Zambrotta   |     |
| 10    | DEL   | Alessandro Del Piero |     |
| 17    | DEL   | David Trezeguet      |     |
| D. T. | D. T. | Marcello Lippi       |     |

| 12    | POR   | Dida                  |     |
| 19    | DEF   | Alessandro Costacurta | 66' |
| 13    | DEF   | Alessandro Nesta      |     |
| 3     | DEF   | Paolo Maldini         |     |
| 4     | DEF   | «Kakha» Kaladze       |     |
| 8     | MED   | Gennaro Gattuso       |     |
| 21    | MED   | Andrea Pirlo          | 71' |
| 20    | MED   | Clarence Seedorf      |     |
| 10    | MED   | Rui Costa             | 87' |
| 7     | DEL   | Andriy Shevchenko     |     |
| 9     | DEL   | Filippo Inzaghi       |     |
| D. T. | D. T. | Carlo Ancelotti       |     |

| 15 | DEF | Alessandro Birindelli | 42' |
| 8  | MED | Antonio Conte         | 46' |
| 25 | DEL | Marcelo Zalayeta      | 65' |

| 25 | DEF | Roque Júnior      | 66' |
| 27 | MED | Serginho          | 71' |
| 23 | MED | Massimo Ambrosini | 87' |

| 83' | Shevchenko | 0:0 |

| No · Sí · No · No · Sí | Trezeguet Birindelli Zalayeta Montero Del Piero | 0:0 1:1 2:2 |

| Sí · No · No · Sí · Sí | Serginho Seedorf Kaladze Nesta Shevchenko | 0:1 1:1 1:2 2:3 |

| 69' · 111' | Tacchinardi Del Piero |

| 18' | Costacurta |

| Principal  | Markus Merk       |
| Asistentes | Christian Schräer |
|            | Heiner Müller     |
| Cuarto     | Wolfgang Stark    |

| Alineación inicial |

| 1     | POR   | Gianluigi Buffon     |     |
| 21    | DEF   | Lilian Thuram        |     |
| 2     | DEF   | Ciro Ferrara         |     |
| 5     | DEF   | Igor Tudor           | 42' |
| 4     | DEF   | Paolo Montero        |     |
| 16    | MED   | Mauro Camoranesi     | 46' |
| 3     | MED   | Alessio Tacchinardi  |     |
| 26    | MED   | Edgar Davids         | 65' |
| 19    | MED   | Gianluca Zambrotta   |     |
| 10    | DEL   | Alessandro Del Piero |     |
| 17    | DEL   | David Trezeguet      |     |
| D. T. | D. T. | Marcello Lippi       |     |

| 12    | POR   | Dida                  |     |
| 19    | DEF   | Alessandro Costacurta | 66' |
| 13    | DEF   | Alessandro Nesta      |     |
| 3     | DEF   | Paolo Maldini         |     |
| 4     | DEF   | «Kakha» Kaladze       |     |
| 8     | MED   | Gennaro Gattuso       |     |
| 21    | MED   | Andrea Pirlo          | 71' |
| 20    | MED   | Clarence Seedorf      |     |
| 10    | MED   | Rui Costa             | 87' |
| 7     | DEL   | Andriy Shevchenko     |     |
| 9     | DEL   | Filippo Inzaghi       |     |
| D. T. | D. T. | Carlo Ancelotti       |     |

| 15 | DEF | Alessandro Birindelli | 42' |
| 8  | MED | Antonio Conte         | 46' |
| 25 | DEL | Marcelo Zalayeta      | 65' |

| 25 | DEF | Roque Júnior      | 66' |
| 27 | MED | Serginho          | 71' |
| 23 | MED | Massimo Ambrosini | 87' |

| 83' | Shevchenko | 0:0 |

| No · Sí · No · No · Sí | Trezeguet Birindelli Zalayeta Montero Del Piero | 0:0 1:1 2:2 |

| Sí · No · No · Sí · Sí | Serginho Seedorf Kaladze Nesta Shevchenko | 0:1 1:1 1:2 2:3 |

| 69' · 111' | Tacchinardi Del Piero |

| 18' | Costacurta |

| Principal  | Markus Merk       |
| Asistentes | Christian Schräer |
|            | Heiner Müller     |
| Cuarto     | Wolfgang Stark    |

| Alineación inicial |

| 1     | POR   | Gianluigi Buffon     |     |
| 21    | DEF   | Lilian Thuram        |     |
| 2     | DEF   | Ciro Ferrara         |     |
| 5     | DEF   | Igor Tudor           | 42' |
| 4     | DEF   | Paolo Montero        |     |
| 16    | MED   | Mauro Camoranesi     | 46' |
| 3     | MED   | Alessio Tacchinardi  |     |
| 26    | MED   | Edgar Davids         | 65' |
| 19    | MED   | Gianluca Zambrotta   |     |
| 10    | DEL   | Alessandro Del Piero |     |
| 17    | DEL   | David Trezeguet      |     |
| D. T. | D. T. | Marcello Lippi       |     |

| 12    | POR   | Dida                  |     |
| 19    | DEF   | Alessandro Costacurta | 66' |
| 13    | DEF   | Alessandro Nesta      |     |
| 3     | DEF   | Paolo Maldini         |     |
| 4     | DEF   | «Kakha» Kaladze       |     |
| 8     | MED   | Gennaro Gattuso       |     |
| 21    | MED   | Andrea Pirlo          | 71' |
| 20    | MED   | Clarence Seedorf      |     |
| 10    | MED   | Rui Costa             | 87' |
| 7     | DEL   | Andriy Shevchenko     |     |
| 9     | DEL   | Filippo Inzaghi       |     |
| D. T. | D. T. | Carlo Ancelotti       |     |

| 15 | DEF | Alessandro Birindelli | 42' |
| 8  | MED | Antonio Conte         | 46' |
| 25 | DEL | Marcelo Zalayeta      | 65' |

| 25 | DEF | Roque Júnior      | 66' |
| 27 | MED | Serginho          | 71' |
| 23 | MED | Massimo Ambrosini | 87' |

| 83' | Shevchenko | 0:0 |

| No · Sí · No · No · Sí | Trezeguet Birindelli Zalayeta Montero Del Piero | 0:0 1:1 2:2 |

| Sí · No · No · Sí · Sí | Serginho Seedorf Kaladze Nesta Shevchenko | 0:1 1:1 1:2 2:3 |

| 69' · 111' | Tacchinardi Del Piero |

| 18' | Costacurta |

| Principal  | Markus Merk       |
| Asistentes | Christian Schräer |
|            | Heiner Müller     |
| Cuarto     | Wolfgang Stark    |

| Alineación inicial |

| 1     | POR   | Gianluigi Buffon     |     |
| 21    | DEF   | Lilian Thuram        |     |
| 2     | DEF   | Ciro Ferrara         |     |
| 5     | DEF   | Igor Tudor           | 42' |
| 4     | DEF   | Paolo Montero        |     |
| 16    | MED   | Mauro Camoranesi     | 46' |
| 3     | MED   | Alessio Tacchinardi  |     |
| 26    | MED   | Edgar Davids         | 65' |
| 19    | MED   | Gianluca Zambrotta   |     |
| 10    | DEL   | Alessandro Del Piero |     |
| 17    | DEL   | David Trezeguet      |     |
| D. T. | D. T. | Marcello Lippi       |     |

| 12    | POR   | Dida                  |     |
| 19    | DEF   | Alessandro Costacurta | 66' |
| 13    | DEF   | Alessandro Nesta      |     |
| 3     | DEF   | Paolo Maldini         |     |
| 4     | DEF   | «Kakha» Kaladze       |     |
| 8     | MED   | Gennaro Gattuso       |     |
| 21    | MED   | Andrea Pirlo          | 71' |
| 20    | MED   | Clarence Seedorf      |     |
| 10    | MED   | Rui Costa             | 87' |
| 7     | DEL   | Andriy Shevchenko     |     |
| 9     | DEL   | Filippo Inzaghi       |     |
| D. T. | D. T. | Carlo Ancelotti       |     |

| 15 | DEF | Alessandro Birindelli | 42' |
| 8  | MED | Antonio Conte         | 46' |
| 25 | DEL | Marcelo Zalayeta      | 65' |

| 25 | DEF | Roque Júnior      | 66' |
| 27 | MED | Serginho          | 71' |
| 23 | MED | Massimo Ambrosini | 87' |

| 83' | Shevchenko | 0:0 |

| No · Sí · No · No · Sí | Trezeguet Birindelli Zalayeta Montero Del Piero | 0:0 1:1 2:2 |

| Sí · No · No · Sí · Sí | Serginho Seedorf Kaladze Nesta Shevchenko | 0:1 1:1 1:2 2:3 |

| 69' · 111' | Tacchinardi Del Piero |

| 18' | Costacurta |

| Principal  | Markus Merk       |
| Asistentes | Christian Schräer |
|            | Heiner Müller     |
| Cuarto     | Wolfgang Stark    |

| Alineación inicial |

## Filmografía
- Reportaje UEFA (21-5-2013), «Inzaghi rememora la final de 2003» en UEFA.com.